# Steffi Lehmann
Steffi Lehmann est une ancienne joueuse allemande de volley-ball née le 17 février 1984 à Töplitz. Elle mesure 1,81 m et jouait au poste de réceptionneuse-attaquante. 

## Clubs
| Club                  | De        | À         |
| --------------------- | --------- | --------- |
| VC Olympia Sinsheim   |           | 2002-2003 |
| SSV Ulm 1846          | 2003-2004 | 2003-2004 |
| 1. VC Wiesbaden       | 2004-2005 | 2012-2013 |
| VC Kanti Schaffhausen | 2013-2014 | 2013-2014 |
| TG Bad Soden          | 2014-2015 | 2015-2016 |

## Palmarès
- Top Teams Cup
  - Finaliste : 2004.
- Championnat d'Allemagne
  - Finaliste : 2010.
- Coupe d'Allemagne
  - Finaliste : 2013.